# Tanner (microprocessore)

Logo del Pentium III Xeon

Tanner era il nome in codice della seconda versione del processore Intel Xeon ed era il successore del core Drake (una variante del core Deschutes) che venne presentato alla stampa il 17 marzo 1999.
A quei tempi il nome commerciale Xeon veniva ancora abbinato al nome commerciale del processore desktop dal quale derivava; il precedente core Drake veniva commercializzato come "Pentium II Xeon" dato che derivava, come detto, dal core Deschutes che era alla base della seconda generazione del Pentium II, mentre il nuovo core Tanner, derivando dal progetto Katmai alla base del primo Pentium III, venne commercializzato come "Pentium III Xeon".

## Caratteristiche tecniche

### Processo produttivo
Derivando dal progetto Katmai, le caratteristiche di Tanner erano molto simili a questo processore desktop. Grazie ad una serie di affinamenti tecnici, il core Tanner permise di portare la frequenza massima dei primi Xeon, prima a 500 MHz e poi a 600 MHz. Ancora una volta, come avvenuto anche per il predecessore, il socket rimaneva lo Slot 2, mentre la cache L2 era saldata direttamente sulla SECC e operante a metà della frequenza di clock del processore, e disponibile in dotazioni che andavano da 512 kB fino a 2 MB. Al pari del core Katmai, il bus restava a 100 MHz, così come il processo produttivo, ovvero quello a 250 nm.

### Tecnologie implementate
Così come il predecessore, derivando dal Pentium II, implementava le istruzioni MMX, così il nuovo progetto ereditava anch'esso dal processore desktop le nuove funzionalità introdotte, ovvero le istruzioni SSE, un set di 70 nuove istruzioni multimediali che velocizzavano le applicazioni in virgola mobile, 3D, video e audio.

## Prezzi dei vari modelli al lancio
Inizialmente vennero presentati solo i modelli a frequenza di 500 MHz, ma con diverse dotazione di cache L2:
- P III Xeon 500 MHz (2 MB di cache L2) - 3692 $
- P III Xeon 500 MHz (1 MB di cache L2) - 1980 $
- P III Xeon 500 MHz (512 kB di cache L2) - 931 $

che successivamente vennero rimpiazzati da analoghi modelli a 550 MHz, aventi le stesse dotazioni di cache L2 e gli stessi prezzi.

## Modelli
La tabella seguente mostra i modelli di Xeon, basati sul core Tanner, arrivati sul mercato. Molti di questi condividono caratteristiche comuni pur essendo basati su diversi core; per questo motivo, allo scopo di rendere maggiormente evidente tali affinità e "alleggerire" la visualizzazione alcune colonne mostrano un valore comune a più righe. Di seguito anche una legenda dei termini (alcuni abbreviati) usati per l'intestazione delle colonne:
- Nome Commerciale: si intende il nome con cui è stato immesso in commercio quel particolare esemplare.
- Data: si intende la data di immissione sul mercato di quel particolare esemplare.
- Socket: lo zoccolo della scheda madre in cui viene inserito il processore. In questo caso il numero rappresenta oltre al nome anche il numero dei pin di contatto.
- N°Core: si intende il numero di core montati sul package: 1 se "single core" o 2 se "dual core".
- Clock: la frequenza di funzionamento del processore.
- Molt.: sta per "Moltiplicatore" ovvero il fattore di moltiplicazione per il quale bisogna moltiplicare la frequenza di bus per ottenere la frequenza del processore.
- Pr.Prod.: sta per "Processo produttivo" e indica tipicamente la dimensione dei gate dei transistor (180 nm, 130 nm, 90 nm) e il numero di transistor integrati nel processore espresso in milioni.
- Voltag.: sta per "Voltaggio" e indica la tensione di alimentazione del processore.
- Watt: si intende il consumo massimo di quel particolare esemplare.
- Bus: frequenza del bus di sistema.
- Cache: dimensione delle cache di 1º e 2º livello.
- XD: sta per "XD-bit" e indica l'implementazione della tecnologia di sicurezza che evita l'esecuzione di codice malevolo sul computer.
- 64: sta per "EM64T" e indica l'implementazione della tecnologia a 64 bit di Intel.
- HT: sta per "Hyper-Threading" e indica l'implementazione della esclusiva tecnologia Intel che consente al sistema operativo di vedere 2 core logici.
- ST: sta per "SpeedStep Technology" ovvero la tecnologia di risparmio energetico sviluppata da Intel e inserita negli ultimi Pentium 4 Prescott serie 6xx per contenere il consumo massimo.
- VT: sta per "Vanderpool Technology", la tecnologia di virtualizzazione che rende possibile l'esecuzione simultanea di più sistemi operativi differenti contemporaneamente.

| Nome Commerciale   | Data        | Socket | N°Core | Clock   | Molt. | Pr.Prod.    | Voltag. | Watt | Bus     | Cache                   | XD | 64 | HT | ST | VT |
| ------------------ | ----------- | ------ | ------ | ------- | ----- | ----------- | ------- | ---- | ------- | ----------------------- | -- | -- | -- | -- | -- |
| P III Xeon 500 MHz | 17/mar/1999 | Slot 2 | 1      | 500 MHz | 5x    | 250 nm N.A. | 2 V     | 36 W | 100 MHz | L1=16KB L2=512KB L3=0MB | No | No | No | No | No |
| P III Xeon 500 MHz | 17/mar/1999 | Slot 2 | 1      | 500 MHz | 5x    | 250 nm N.A. | 2 V     | 36 W | 100 MHz | L1=16KB L2=1 mB L3=0MB  | No | No | No | No | No |
| P III Xeon 500 MHz | 17/mar/1999 | Slot 2 | 1      | 500 MHz | 5x    | 250 nm N.A. | 2 V     | 44 W | 100 MHz | L1=16KB L2=2 mB L3=0MB  | No | No | No | No | No |
| P III Xeon 550 MHz | 23/ago/1999 | Slot 2 | 1      | 550 MHz | 5,5x  | 250 nm N.A. | 2 V     | 34 W | 100 MHz | L1=16KB L2=512KB L3=0MB | No | No | No | No | No |
| P III Xeon 550 MHz | 23/ago/1999 | Slot 2 | 1      | 550 MHz | 5,5x  | 250 nm N.A. | 2 V     | 34 W | 100 MHz | L1=16KB L2=1 MB L3=0MB  | No | No | No | No | No |
| P III Xeon 550 MHz | 23/ago/1999 | Slot 2 | 1      | 550 MHz | 5,5x  | 250 nm N.A. | 2 V     | 40 W | 100 MHz | L1=16KB L2=2 MB L3=0MB  | No | No | No | No | No |
| P III Xeon 600 MHz | N.A.        | Slot 2 | 1      | 600 MHz | 6x    | 250 nm N.A. | 2 V     | N.A. | 100 MHz | L1=16KB L2=2 MB L3=0MB  | No | No | No | No | No |

Nota: la tabella soprastante è un estratto di quella completa contenuta nella pagina dello Xeon.

## Il successore
Tanner ebbe una vita piuttosto breve, dopo solo 6 mesi infatti, il 25 ottobre 1999, Intel presentò il core Cascades che introduceva, tra le altre cose, un nuovo processo produttivo a 180 nm e un BUS maggiorato a 133 MHz.